# 3-dehidro-L-gulonat 2-dehidrogenaza
3-dehidro--gulonat 2-dehidrogenaza (EC 1.1.1.130, 3-keto--gulonat dehidrogenaza, 3-ketogulonat dehidrogenaza, 3-keto--gulonat dehidrogenaza, 3-ketogulonat dehidrogenaza) je enzim sa sistematskim imenom 3-dehidro--gulonat:NAD(P)+ 2-oksidoreduktaza. Ovaj enzim katalizuje sledeću hemijsku reakciju
3-dehidro--gulonat + NAD(P)+ {\displaystyle \rightleftharpoons } (4R,5S)-4,5,6-trihidroksi-2,3-dioksoheksanoat + NAD(P)H + H+

## Literatura
- Nicholas C. Price; Lewis Stevens (1999). Fundamentals of Enzymology: The Cell and Molecular Biology of Catalytic Proteins (Third изд.). USA: Oxford University Press. ISBN 019850229X.
- Eric J. Toone (2006). Advances in Enzymology and Related Areas of Molecular Biology, Protein Evolution (Volume 75 изд.). Wiley-Interscience. ISBN 0471205036.
- Branden C; Tooze J. Introduction to Protein Structure. New York, NY: Garland Publishing. ISBN 0-8153-2305-0.
- Irwin H. Segel. Enzyme Kinetics: Behavior and Analysis of Rapid Equilibrium and Steady-State Enzyme Systems (Book 44 изд.). Wiley Classics Library. ISBN 0471303097.

## Spoljašnje veze
- 3-dehydro-L-gulonate+2-dehydrogenase на 